# 二人だけのセレモニー
「二人だけのセレモニー」（ふたりだけのセレモニー）は岡田有希子の4枚目のシングルである。1985年1月16日、キャニオン・レコード（現：ポニーキャニオン）から発売された。

## 概要
卒業式の後の、恋人と二人きりの卒業祝いの会食、そしてファーストキスの様子を描いた歌。

## 収録曲
1. 二人だけのセレモニー
  - 作詞: 夏目純、作曲:尾崎亜美、編曲: 松任谷正隆
  - 東芝「レッツチャット」CMソング
2. PRIVATE RED
  - 作詞: 売野雅勇、作曲:山川恵津子、編曲: 大村雅朗
  - 当初の曲名は「初めてのプライバシー」であった。[要出典]